# Saint-Lions

Saint-Julien-d'Asse este o comună în departamentul Alpes-de-Haute-Provence din sud-estul Franței. În 1 ianuarie 2022 avea o populație de 38 de locuitori.